# وزارت بهداشت ارمنستان
وزارت بهداشت ارمنستان (ارمنی: Հայաստանի առողջապահության նախարարություն؛ هایستانی آروغچاپاهیوتیان ناخاراراوتیون) یک نهاد جمهوری‌خواه از مراجع و مسئولان اجرایی قوه مجریه است که سیاست‌های دولت ارمنستان را در بخش بهداشت و درمان تهیه و اجرا می‌کند.

## وزیران

### جمهوری ارمنستان
- میهران نازارتیان
- آرا بابلویان
- گاگیک استامبولتسیان
- هایک نیکوغوسیان
- آرارات مکرتچیان
- نرایر داویتیان
- هاروتیون کوشکیان
- درنیک دومانیان
- آرمن مورادیان
- لوون آلتونیان
- آرسن توروسیان
- آناهید آوانسیان